# 西坪镇 (西峡县)
西坪镇，是中华人民共和国河南省南阳市西峡县下辖的一个乡镇级行政单位。

## 行政区划
西坪镇下辖以下地区：
西坪社区、花元关村、薛家湾村、唐家湾村、峡河村、方家沟村、西岗村、东官庄村、西官庄村、皇后村、德河村、予边村、黑漆河村、操场村、圣后湾村、木家岈村、铁桶沟村、瓦房店村、下营村和后塘沟村。